# Eduard Freundlinger
Eduard Freundlinger (* 11. August 1970 in Salzburg) ist ein österreichischer Schriftsteller.

## Leben
Eduard Freundlinger wurde 1970 in Salzburg geboren. Im Alter von 24 Jahren kaufte er sich mit einem Freund ein Boot, überquerte damit den Atlantik und segelte einige Jahre in der Karibik. 1997 übersiedelte er nach Spanien, gründete eine Tauchschule, eine Firma für Solarenergie und eine Immobilienfirma. Im Alter von 36 Jahren begann er mit dem Schreiben. Sein Erstlingswerk „Pata Negra“ wurde das meistverkaufte Buch in der Verlagsgeschichte von Allitera. Es folgten mit „die schwarze Finca“ und „im Schatten der Alhambra“ zwei weitere beim Piper Verlag erschienene Kriminalromane, die zusammen eine aufeinander aufbauende „Andalusien Trilogie“ bilden.
Der Autor lebt seit 20 Jahren in Almuñécar, dem Schauplatz des Geschehens seiner Andalusien Kriminalroman-Trilogie, unternimmt allerdings regelmäßig längere Reisen, in denen er etwa den Jakobsweg pilgert oder mit einem Boot durch die Weltmeere segelt. Die Erlebnisse und Erkenntnisse aus seinen zahlreichen weltweiten Reisen in über 50 Länder hat er in seinem autobiografischen Roman „Wie ich vom Weg abkam, um nicht auf der Strecke zu bleiben“ verarbeitet. Neben seinen eigenen Werken erstellt Eduard Freundlinger als Biograf Memoiren für prominente Zeitgenossen.

## Stil und Sprache
Im Fokus seiner Kriminalromane steht das unorthodoxe Ermittlerpaar Rubén de Freitas und seine Partnerin Lucia Cienfuegos. Die Handlungen seiner Romane sind vielschichtig, den Charakteren wird Raum zur Entwicklung gegeben, sein Erzählstil ist direkt und nüchtern, zuweilen ironisch bis humorvoll. Durch die Berücksichtigung der andalusischen Lebenskultur und den Einbezug verschiedener Originalschauplätze erhalten die Geschichten Authentizität und vermitteln den Lesern das Gefühl von lokaler Nähe.

## Werke
- Pata Negra. Allitera Verlag, München 2011
- Pata Negra. Piper Verlag, München 2012
- Die schwarze Finca. Piper Verlag, München 2013
- Im Schatten der Alhambra. Piper Verlag, München 2015
- Wie ich vom Weg abkam, um nicht auf der Strecke zu bleiben. Meine Pilgerreise. Allitera Verlag, München 2016, ISBN 978-3-86906-961-6.
- Dunkelschön. Zusammen mit Natali van Otterlo. Allitera Verlag, München 2023, ISBN 978-3-96233-437-6.

## Kritik
„Eduard Freundlinger versteht es geradezu meisterhaft, die Handlungsstränge zu einem Knäuel zu wickeln und ihn wieder zu entwirren, den Leser dabei in Atem zu halten, die Aktion fein dosiert mit subtropischem Ambiente zu würzen und die andalusische Mentalität unaufdringlich, doch treffsicher einzufangen.“